# Aeroportul William R. Fairchild
Aeroportul William R. Fairchild (IATA: CLM, ICAO: KCLM, FAA LID: CLM) este un aeroport din Washington, Statele Unite ale Americii ce deservește zona Port Angeles⁠(d). Aeroportul a fost tranzitat în 2019 de 1.272 de pasageri.
Situat la o altitudine de 89 m, aeroportul dispune de 2 piste.

## Infrastructură

### Piste
Aeroportul dispune de 2 piste. Pista 8/26 are suprafața de asfalt și dimensiunile 6.347 picioare × 150 picioare. Pista 13/31 are suprafața de asfalt și dimensiunile 3.245 picioare × 50 picioare. 